# Ptygura beauchampi
Ptygura beauchampi är en hjuldjursart som beskrevs av John R. Edmondson 1940. Ptygura beauchampi ingår i släktet Ptygura och familjen Flosculariidae. Inga underarter finns listade i Catalogue of Life.